# Ян Скшинецький
Ян Зигмунт Скшинецький гербу Бонча (пол. Jan Zygmunt Skrzynecki; 8 лютого 1787 — 12 січня 1860, Краків) — генерал, головнокомандувач військами повстанців під час Листопадового повстання 1830 року.

## Біографія
Він відвідував школи в Дуклі, Ясло, а згодом разом зі своїм братом Юзефом відвідував гімназію в Перемишлі. Потім, у 1802–1805 роках, навчався в Львівському університеті. У 1807 році вступив в польський легіон, служив в наполеонівських військах.
Під час Листопадового повстання 1830 року після невдалої для повстанців Битви під Гроховом був обраний головнокомандувачем військ повстанців, замість князя Радзивілла. Після поразки під Остроленкою поступився місцем Дембінському. Брав участь у партизанській війні, після розгрому партизанів втік до Австрії.
Жив у Празі, потім переїхав в Брюссель. Був призначений головнокомандуючим армії Бельгії, яка незадовго до того здобула незалежність.
У 1839 році після спільного дипломатичного протесту Росії, Австрії і Пруссії був змушений піти у відставку. У тому ж році повернувся до Польщі і оселився в Кракові, де і помер. Був похований на Раковицькому цвинтарі. У 1865 році його останки були перенесені в краківський домініканський костел, де йому був поставлений мармуровий надгробний пам'ятник.